# Таджура (город, Джибути)
Таджура (фр. Tadjoura; афар. Tagórri; араб. تجورة‎) — город в Джибути. Один из крупнейших городов Джибути. Административный центр региона Таджура.

## История
Город Таджура является старейшим городом в Джибути и одним из старейших на восточном побережье Африки. Название города (на афарском — Tagórri) этимологически происходит от слова tágar (tágor, tógor), что на языке афар — «бурдюк для воды из козлиной шкуры», в частном значении: «переполненный водой».
Город возник примерно в XII веке. Являлся резиденцией афарских султанов. Длительный период город являлся центром работорговли в регионе. Во второй половине XIX века попал под французский контроль. 21 сентября 1884 года султанат Таджура был объявлен протекторатом Франции с подчинением французскому губернатору Обока.
Удобное расположение города на берегу залива сделало его важным торговым портом на пути в Эфиопию. Долгое время основными товарами, проходящими через порт, были рабы и слоновая кость. Также торговали пшеницей, мёдом, золотом, сенной и другими товарами. 7 января 1889 года возле города бросило якорь австрийское судно «Амфитрида», на котором в Африку прибыла русская экспедиция атамана Николая Ашинова и отца Паисия.
Декретом французского правительства от 26 октября 1889 года торговля рабами была официально запрещена. Значение Таджуры снизилось после постройки в начале XX века Франко-эфиопской железной дороги, соединившей порт в городе Джибути с Аддис-Абебой. В 2000 году порт Таджуры был существенно модернизирован.
Таджура является популярным туристическим местом. Примечателен белостенными домами (заслужил эпитет «Белый город», фр. La ville blanche) и песчаными пляжами с живописными окрестностями. Соединён с Джибути паромной переправой, имеется аэропорт.